# Banda di Via Osoppo
La Banda di via Osoppo è stata una banda criminale italiana dedita alle rapine. Viene annoverata tra i gruppi criminali afferenti alla mala milanese detta Ligera.

## Storia
La Banda prende il nome dalla via Osoppo di Milano dove, il 27 febbraio 1958, venne compiuta una clamorosa rapina a un portavalori che fruttò ai rapinatori l'inaudita cifra di 114 milioni di lire: per fare un raffronto, lo stipendio medio di un operaio di quegli anni era 50 mila lire. In realtà la banda, composta da sette uomini, riuniva i membri di due diverse bande: Ugo Ciappina, Luciano De Maria, Arnaldo Gesmundo anche conosciuto come "Jess il bandito", Nando Russo noto come "Nando il terrone", Arnaldo Bolognini, Enrico Cesaroni, Eros Castiglioni.
La banda riuscì, grazie a un piano ben congegnato che prevedeva il blocco della via Osoppo con un camioncino e lo speronamento della vettura del portavalori da parte di un'auto al seguito, ad effettuare il colpo senza spargimenti di sangue. Tutti i membri furono individuati e condannati a svariati anni di carcere duro. La polizia risalì a loro pochi giorni dopo, attraverso un'etichetta che conduceva al proprietario delle tute blu che i banditi avevano indossato per coprire gli abiti e sviare le indagini: i banditi in fuga, infatti, le avevano gettate nel vicino fiume Olona, ignorando il fatto che lo stesso corso d'acqua sarebbe stato presto svuotato prima di essere interrato. Il proprietario delle tute, duramente interrogato, fece i nomi dei membri della banda.